# Crella dispar
Crella dispar är en svampdjursart som först beskrevs av Topsent 1927.  Crella dispar ingår i släktet Crella och familjen Crellidae. Inga underarter finns listade i Catalogue of Life.